# Attagenus quadrimaculatus
Attagenus quadrimaculatus là một loài bọ cánh cứng trong họ Dermestidae. Loài này được Kraatz miêu tả khoa học năm 1858.